# Catherine Ferry
Catherine Ferry (Ivry-sur-Seine, 1º luglio 1953) è una cantante francese.
Ha partecipato all'Eurovision Song Contest 1976 con il brano Un, deux, trois, rappresentando la Francia e classificandosi al secondo posto.